# Paraegle digramma
Paraegle digramma là một loài bướm đêm trong họ Noctuidae.